# Arnie Johnson
Arnitz L. Johnson, detto Arnie (Gonvick, 16 maggio 1920 – Rochester, 6 giugno 2000), è stato un cestista statunitense, professionista nella NBL, nella BAA e nella NBA.

## Palmarès
- Campionato NBA: 1

Rochester Royals: 1951